# Klášterní cela

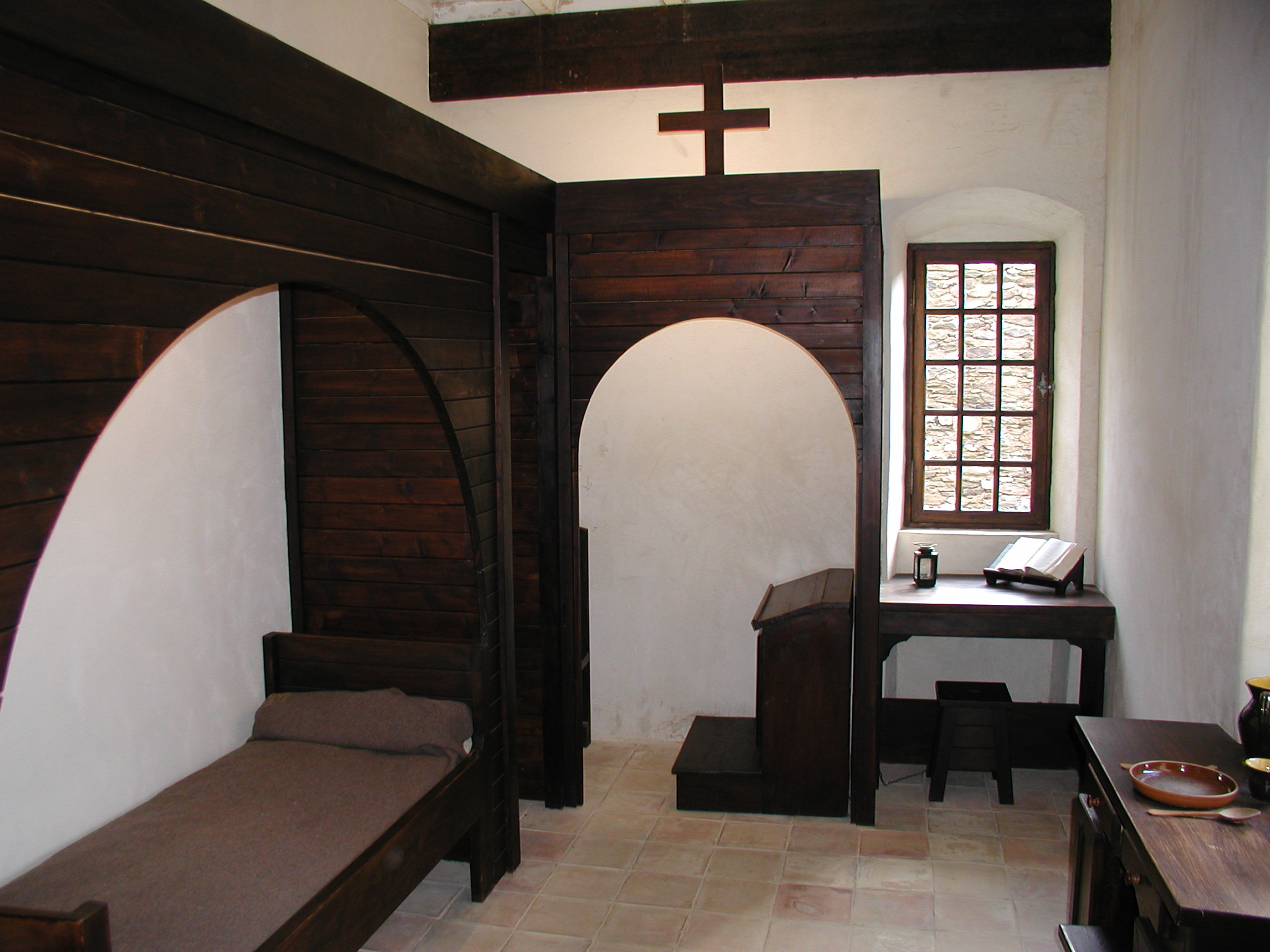
Klášterní cela Vernské kartouzy (jižní Francie)

Klášterní cela (z lat. cella, komora) je označení pro malou obytnou místnost určenou pro řeholníka (mnicha, jeptišku ap.) v klášteře.
Původně mniši v klášteře spali ve společné ložnici – dormitáři. To neposkytovalo potřebný klid a koncentraci pro duchovní práci a kontemplaci, proto se od toho, zejména u žebravých řádů, upouštělo. Takto například čeští augustiniáni kanovníci získali právo používat samostatné cely už roku 1352. Tato tendence se prosadila zejména od roku 1419, kdy papež Martin V. udělil souhlas se zrušením dormitáře u benediktinů.
Ve středověku se slovo cella používalo v kláteře v různých významech, spižírna, samostatná budova (cella hospitum, dům pro hosty) nebo i instituci (proboštství).